# Loose (álbum de Nelly Furtado)
Loose é o terceiro álbum de estúdio da cantora e compositora canadense Nelly Furtado. Foi lançado na América do Norte em 20 de junho de 2006 pela gravadora Geffen Records. Timbaland e Danja produziram a maior parte das faixas do disco, que incorpora influências de dance, R&B e hip hop. O álbum explora o tema da sexualidade feminina e tem sido descrito como introspectivo e triste em algumas partes.
O álbum recebeu revisões positivas dos críticos especializados em música contemporânea, porém, eles criticaram negativamente a imagem sexual que Furtado adotou para a gravação do álbum, sendo que alguns críticos disseram que era apenas uma manobra para se vender mais discos. Loose conseguiu boas posições nas paradas musicais em diversos países, e até outubro de 2009, o álbum já havia vendido mais de dez milhões de cópias em todo o mundo, se tornando o álbum mais vendido entre 2006-2007 e o 22º na década de 2000.
Loose foi fortemente promovido, sendo que foi lançado em várias edições diferentes pelo mundo, e foi lançada a turnê Get Loose Tour, para o álbum, além do lançamento do DVD Loose: The Concert gravado em Toronto, no Canadá. O disco teve um total de oito singles, sendo que as canções "Promiscuous" e "Say It Right" atingiram a primeira posição nos Estados Unidos, e "Maneater" atingiu a primeira posição no Reino Unido. A canção "Say It Right" recebeu duas indicações na 50ª edição do Grammy Awards, para "Melhor Colaboração Pop com Vocais" e "Melhor Performance Vocal Pop Feminina".
Say It Right também ficou em 3° lugar na lista das dez canções que mais venderam no site de música brasileiro UOL Megastore em 2007. No mesmo site Nelly Furtado ficou em 9° lugar na lista dos dez artistas que mais venderam naquele ano.

## Produção
Furtado começou a trabalhar em Loose, junto com o seu amigo MC Jellystone, no qual ela se referiu como uma "oficina de hip-hop", e completou: "nós criávamos rimas, depois dissecávamos elas, e tentávamos criar diferentes fluxos de batida para ela". Os primeiros produtores que Furtado trabalhou em Loose foram Gerald Eaton e Brian West — que já haviam trabalhado anteriormente com Furtado, sendo que ambos coproduziram seus dois álbuns anteriores, Whoa, Nelly! (2000) e Folklore (2003) — e em maio de 2005, ela tinha colaborado com a banda canadense Swollen Members e com o rapper K'naan. Furtado também trabalhou com o produtor musical inglês, Nellee Hooper, em Londres, no qual trabalharam em músicas de reggae; e com o produtor musical norte-americano Lester Mendez, que criava para Furtado, músicas acústicas, em Los Angeles. Uma das faixas que Mendez ajudou a criar foi "Te Busqué", que teve a participação do cantor colombiano Juanes, que também co-escreveu a faixa e que já tinha trabalhado anteriormente com Furtado na música "Fotografía", lançada em 2002. Durante sua estadia em Los Angeles, Nelly trabalhou também ao lado do produtor musical, Rick Nowels, que coescreveu e produziu as canções "In God's Hands" e "Somebody to Love".
Em Miami, na Flórida, Furtado colaborou com o rapper Pharrell Williams e com Scott Storch, em músicas de estilo hip hop para o seu álbum, porém, essas músicas acabaram não entrando na versão final do álbum. Timbaland e Danja coproduziram oito faixas para o disco.

## Recepção da crítica
| Críticas profissionais | Críticas profissionais |
| Avaliações da crítica  | Avaliações da crítica  |
| Fonte                  | Avaliação              |
| ---------------------- | ---------------------- |
| Allmusic               | [ 6 ]                  |
| Robert Christgau       | B                      |
| Entertainment Weekly   | B-                     |
| The Guardian           | [ 9 ]                  |
| The New York Times     | Favorável              |
| Pitchfork Media        | 6.4/10                 |
| Rolling Stone          | [ 12 ]                 |
| Slant Magazine         | [ 13 ]                 |
| Spin                   | [ 14 ]                 |
| The Village Voice      | Mista                  |

Loose recebeu revisões positivas dos críticos musicais especializados, recebendo uma classificação de 71 de um total de 100, no agregador de resenhas Metacritic. Os sites, musicOMH e Allmusic disseram que a participação de Timbaland no disco, foi uma "revitalização" para a música de Furtado, enquanto o jornal britânico The Guardian disse que o álbum era "ágil, inteligente e surpreendente". Em sua análise do álbum, o crítico musical Stephen Thomas Erlewine do site Allmusic escreveu: "É no trecho final do álbum, que a dupla Furtado e Timbaland parecem uma verdadeira colaboração, Nelly permanece fiel aos seus dois álbuns anteriores, mas com uma produção mais aventuresca que ajuda a levar suas músicas para o topo. Timbaland revitalizou Nelly Furtado tanto de maneira criativa quanto comercial com Loose". Com este disco, Furtado também ganhou seu primeiro prêmio de "Melhor Cantora Internacional" na premiação inglesa Brit Awards em 2007.
O crítico Rob Sheffield da revista Rolling Stone deu uma crítica mista ao álbum. Ele comparou Loose ao álbum Love. Angel. Music. Baby. (2004) da cantora Gwen Stefani e  criticou a canção "Promiscuous" dizendo que era um "dueto sexy berrante", e completou dizendo que a música "Maneater" "não é um cover da dupla Hall & Oates, mas é forte o suficiente para se qualificar como uma sequência da dupla, e isso é um grande elogio, de fato". O crítico Kevin Wong do site Vibe declarou: "Nelly se perde em meio à uma postura semelhante ao da cantora Gwen Stefani, como na música "Glow", e em fusões étnicas como "No Hay Igual" ou "Te Busqué". Já o jornalista Robert Christgau do The Village Voice, deu ao álbum uma nota "B" e nomeou-o de "fracasso do mês". Ele criticou a imagem sensual de Nelly no novo álbum, dizendo que era "uma tentativa frustrada da cantora vendendo sua integridade", e elogiou as canções "Maneater", "No Hay Igual" e "Wait for You".

## Lista de faixas
| N.º            | Título                             | Compositor(es)                                     | Produtor(es)              | Duração |  |
| 1.             | "Afraid" (feat. Attitude)          | Nelly Furtado, Tim Mosley, Nate Hills, Tim Clayton | Timbaland, Danja          | 3:35    |  |
| 2.             | "Maneater"                         | Furtado, Mosley, Hills, Jim Beanz                  | Timbaland, Danja          | 4:25    |  |
| 3.             | "Promiscuous" (feat. Timbaland)    | Furtado, Clayton, Mosley, Hills                    | Timbaland, Danja          | 4:02    |  |
| 4.             | "Glow"                             | Furtado, Mosley, Hills, Nisan Stewart              | Timbaland, Danja          | 4:02    |  |
| 5.             | "Showtime"                         | Furtado, Hills                                     | Danja                     | 4:15    |  |
| 6.             | "No Hay Igual"                     | Furtado, Mosley, Hills, Stewart                    | Timbaland, Danja, Stewart | 3:36    |  |
| 7.             | "Te Busqué" (feat. Juanes)         | Furtado, Juanes, Lester Mendez                     | Mendez                    | 3:38    |  |
| 8.             | "Say It Right"                     | Furtado, Mosley, Hills                             | Timbaland, Danja          | 3:43    |  |
| 9.             | "Do It"                            | Furtado, Mosley, Hills                             | Timbaland, Danja          | 3:41    |  |
| 10.            | "In God's Hands"                   | Furtado, Rick Nowels                               | Nowels, Furtado           | 4:54    |  |
| 11.            | "Wait for You"                     | Furtado, Mosley, Hills                             | Timbaland, Danja          | 5:11    |  |
| 12.            | "All Good Things (Come to an End)" | Furtado, Mosley, Chris Martin, Hills               | Timbaland, Danja          | 5:10    |  |
| Duração total: | Duração total:                     | Duração total:                                     | Duração total:            | 55:13   |  |

| Edição brasileira |                                                                                |                                      |                  |         |  |
| N.º               | Título                                                                         | Compositor(es)                       | Produtor(es)     | Duração |  |
| 12.               | "Somebody To Love"                                                             | Furtado, Nowels                      | Nowels, Furtado  | 4:56    |  |
| 13.               | "All Good Things (Come to an End)"                                             | Furtado, Mosley, Chris Martin, Hills | Timbaland, Danja | 5:10    |  |
| 14.               | "All Good Things (Come to an End)" (Com participação de Di Ferrero do NX Zero) | Furtado, Nowels                      | Nowels, Furtado  | 5:26    |  |

## Desempenho comercial
Loose estreou na primeira posição na lista dos discos mais vendidos do Canadá, vendendo 34.000 cópias em sua semana de lançamento, sendo na época, a estreia do ano mais forte para um artista canadense. No final de julho do mesmo ano, Furtado fez uma curta turnê pelo Canadá e participou do programa Canadian Idol, que fez com que seu álbum atingisse novamente a primeira posição na parada de discos canadense. Posteriormente, o álbum ficou perto do topo na lista dos mais vendidos no Canadá até o final de janeiro de 2007, quando o disco atingiu novamente a primeira posição por mais duas semanas. Loose foi o terceiro álbum mais vendido em 2006 no Canadá, e o mais vendido por uma artista solo feminina, com 291.700 cópias vendidas na época. Em maio de 2007, o álbum recebeu um certificado da Canadian Recording Industry Association (CRIA) de disco de platina quíntupla, pela venda de mais de 500.000 cópias em território canadense.
Nos Estados Unidos, Loose estreou na primeira posição dos discos mais vendidos, com um total de vendas de 500.000 cópias em sua semana de lançamento em território norte-americano.
Em 2019, foi confirmado pela Billboard que Loose já vendeu mais de 12 milhões de cópias mundialmente.

### Nas paradas musicais
| Parada (2006-07)                | Melhor posição |
| ------------------------------- | -------------- |
| Australian Albums Chart         | 4              |
| Austrian Albums Chart           | 1              |
| Belgian Albums Chart (Flanders) | 1              |
| Belgian Albums Chart (Wallonia) | 6              |
| Canadian Albums Chart           | 1              |
| Czech Albums Chart              | 2              |
| Danish Albums Chart             | 4              |
| Dutch Albums Chart              | 2              |
| European Top 100 Albums         | 1              |
| Finnish Albums Chart            | 4              |
| French Albums Chart             | 5              |
| German Albums Chart             | 1              |
| Irish Albums Chart              | 2              |
| Italian Albums Chart            | 3              |
| Japanese Albums Chart           | 4              |
| Mexican Albums Chart            | 66             |
| New Zealand Albums Chart        | 1              |
| Norwegian Albums Chart          | 4              |
| Polish Albums Chart             | 1              |
| Portuguese Albums Chart         | 3              |
| Spanish Albums Chart            | 12             |
| Swedish Singles Chart           | 6              |
| Swiss Albums Chart              | 1              |
| UK Albums Chart                 | 4              |
| Billboard 200                   | 1              |

| País                             | Certificação |
| -------------------------------- | ------------ |
| Alemanha                         | 5× Platina   |
| Austrália                        | 2× Platina   |
| Áustria                          | 2× Platina   |
| Bélgica                          | 2× Platina   |
| Brasil                           | Ouro         |
| Canadá                           | 5× Platina   |
| Dinamarca[carece de fontes?]     | 5× Platina   |
| Europa                           | 3× Platina   |
| Finlândia                        | Ouro         |
| França                           | Platina      |
| Grécia                           | Ouro         |
| Hungria[carece de fontes?]       | 2× Platina   |
| Irlanda                          | Platina      |
| México[carece de fontes?]        | Ouro         |
| Noruega[carece de fontes?]       | Ouro         |
| Nova Zelândia[carece de fontes?] | 2× Platina   |
| Holanda[carece de fontes?]       | Ouro         |
| Polônia                          | Diamante     |
| Portugal[carece de fontes?]      | 2× Platina   |
| Romênia                          | 3× Platina   |
| Rússia[carece de fontes?]        | 7× Platina   |
| África do Sul                    | Platina      |
| Espanha[carece de fontes?]       | Ouro         |
| Suécia                           | Ouro         |
| Suíça                            | 5× Platina   |
| Reino Unido[carece de fontes?]   | 2× Platina   |
| Estados Unidos                   | 5× Platina   |

## Histórico de lançamento
| País           | Data                  | Formato | Gravadora       |
| -------------- | --------------------- | ------- | --------------- |
| Japão          | 7 de junho de 2006    | CD      | Universal Music |
| Alemanha       | 9 de junho de 2006    | CD      | Universal Music |
| Reino Unido    | 12 de junho de 2006   | CD      | Geffen Records  |
| Canadá         | 20 de junho de 2006   | CD      | Universal Music |
| Estados Unidos | 20 de junho de 2006   | CD      | Geffen Records  |
| Austrália      | 10 de julho de 2006   | CD      | Geffen Records  |
| Brasil         | 8 de setembro de 2006 | CD      | Universal Music |